# Musanga
Musanga is een plantengeslacht uit de brandnetelfamilie (Urticaceae). De soorten uit het geslacht komen voor in tropisch Afrika.

## Soorten
- Musanga cecropioides R.Br. ex Tedlie
- Musanga leo-errerae Hauman & J.Léonard

... · 
Boehmeria · 
Cecropia · 
Coussapoa · 
Dendrocnide · 
Elatostema · 
Parietaria · 
Pilea · 
Soleirolia · 
Urtica (Brandnetel) · 
...